# 1958 en musique classique
| \| • Retour à la chronologie générale de la musique classique • \| |
| Grèce • Rome • Haut Moyen Âge • VIIIe siècle • IXe siècle • Xe siècle • XIe siècle XIIe siècle • XIIIe siècle • XIVe siècle • XVe siècle • XVIe siècle • XVIIe siècle XVIIIe siècle • XIXe siècle • XXe siècle • XXIe siècle |
| • Retour à la chronologie générale de la musique classique • |

| Années en musique classique : 1955 - 1956 - 1957 - 1958 - 1959 - 1960 - 1961    |
| Décennies en musique classique : 1920 - 1930 - 1940 - 1950 - 1960 - 1970 - 1980 |

## Événements

### Créations
- 15 janvier : Vanessa, opéra de Samuel Barber, créé au Metropolitan Opera de New York, dirigé par Dimitri Mitropoulos, avec des décors et des costumes de Cecil Beaton et une mise en scène de Gian Carlo Menotti.
- 5 février : la Symphonie no 2 de Michael Tippett, créée à Londres.
- 14 février :  La Rose des vents, de Darius Milhaud.
- 26 mars : la Musique funèbre pour orchestre à cordes de Witold Lutosławski, créée à Katowice par l'orchestre symphonique national de la radio polonaise dirigé par Jan Krenz.
- 14 avril : Titus Feuerfuchs, opéra de Heinrich Sutermeister, d'après la pièce de Johann Nestroy, créé au théâtre municipal de Bâle.
- 15 avril : le Quintette no 2 d'Ernest Bloch créé les étudiants de l'Université de Berkeley.
- 22 avril : la Symphonie no 8 « Rhodanienne » de Darius Milhaud, créée au Festival de l'université de Californie à Berkeley.
- 30 mai : le Concerto pour violon no 1 de Béla Bartók (composé en 1908), créé  à Bâle par Hansheinz Schneeberger sous la direction de Paul Sacher.
- septembre : composition du Trio for Strings de La Monte Young, considérée comme l'une des pièces fondatrice de la musique minimaliste.
- 19 septembre : le Concerto pour piano, de John Cage.

#### Date indéterminée
- Allelujah II de Berio créé par l'Orchestre de la RAI italienne dirigée conjointement par Bruno Maderna et l'auteur.
- Sequenza I pour flûte seule de Berio, composée pour Severino Gazzelloni.
- Osud, opéra de Leoš Janáček (composé en 1905), créé sur scène sous la direction de František Jílek.

### Autres
- 1er janvier : concert du nouvel an de l'orchestre philharmonique de Vienne au Musikverein, dirigé par Willi Boskovsky.
- 12 avril : le pianiste américain Harvey Lavan Van Cliburn remporte à Moscou le premier prix du concours Tchaïkovski.
- 11 décembre : Diffusion du Requiem, de Berlioz, première émission musicale stéréophonique en France.

## Prix
- Maurizio Pollini obtient le 1er prix de piano du Concours international d'exécution musicale de Genève.
- Van Cliburn obtient le 1er prix de piano du Concours international Tchaïkovski.
- Françoise Thinat obtient le 1er prix de piano du Concours international de musique Maria-Canals.
- Salvatore Accardo obtient le 1er prix de violon du Concours international de violon Niccolò-Paganini.
- Gottfried von Einem reçoit le Prix de la ville de Vienne de musique.
- Ingvar Lidholm reçoit le Prix Christ-Johnson.
- L'opéra Vanessa de Samuel Barber reçoit le Prix Pulitzer de musique.

## Naissances

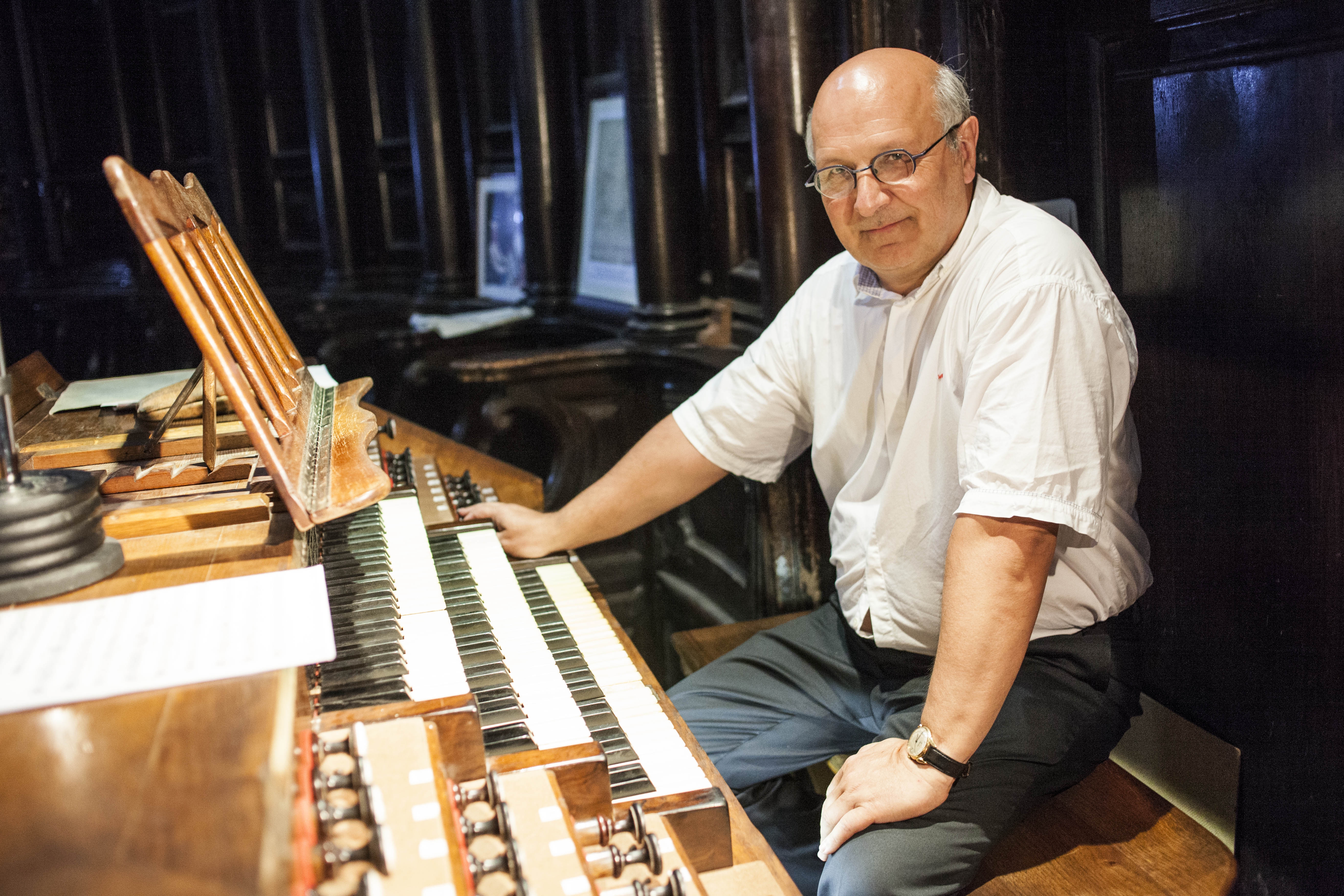
Michel Bouvard

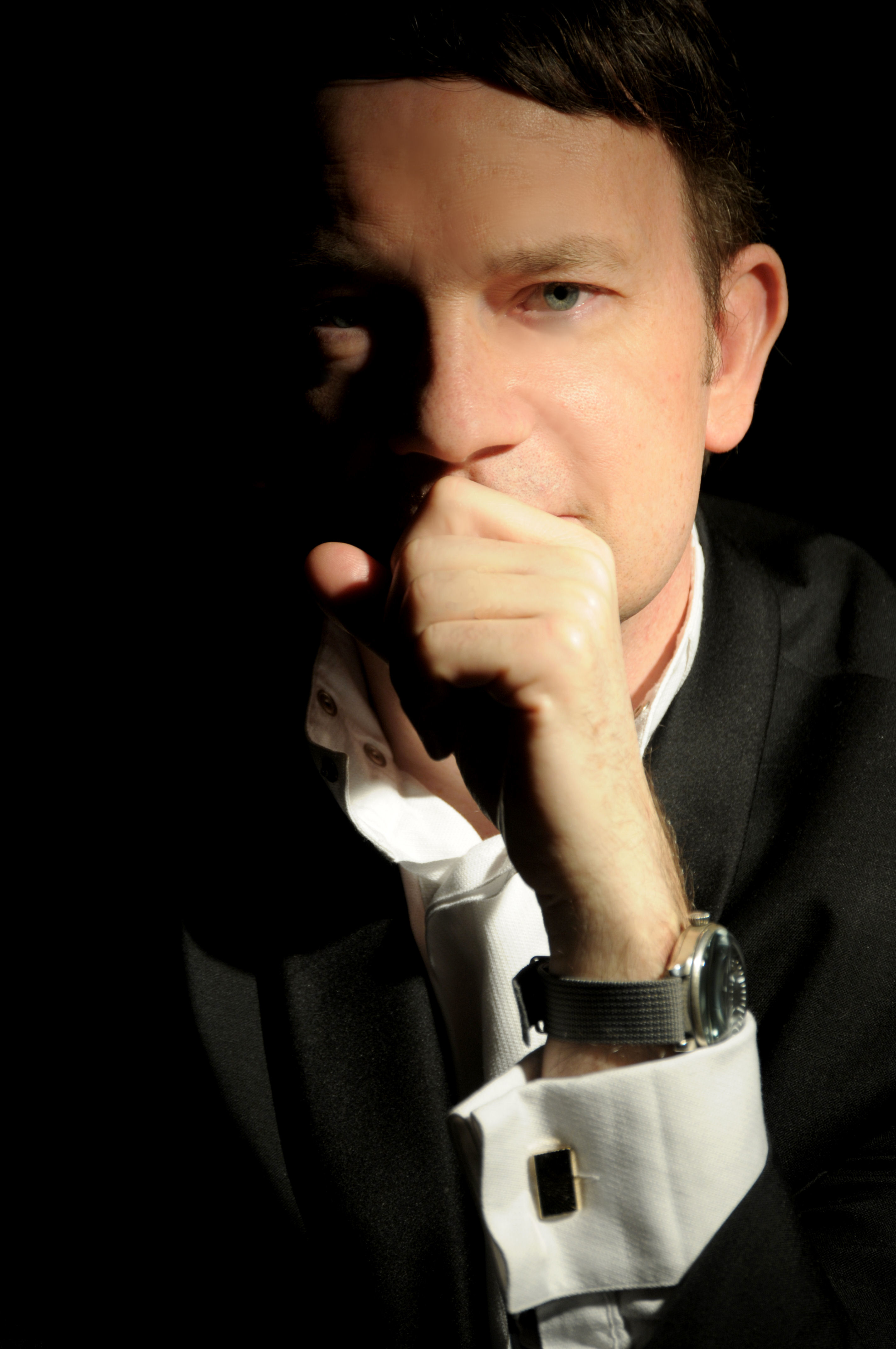
Christophe Looten

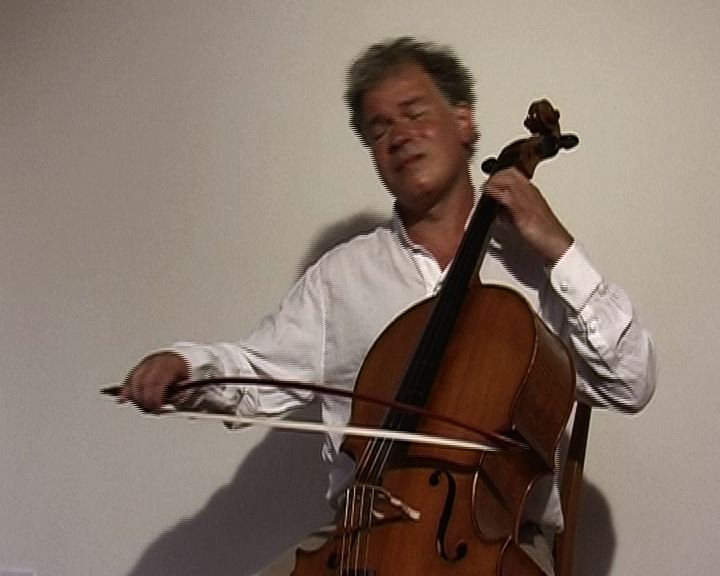
Michael Bach

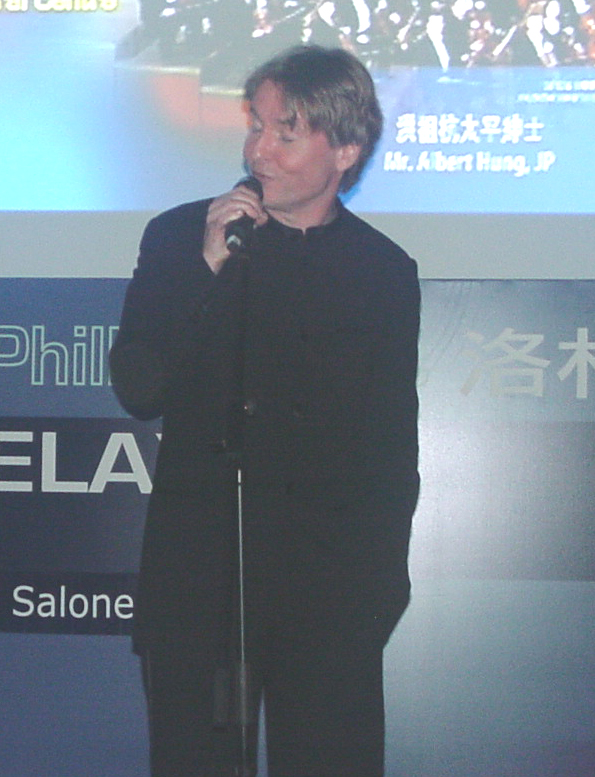
Esa-Pekka Salonen

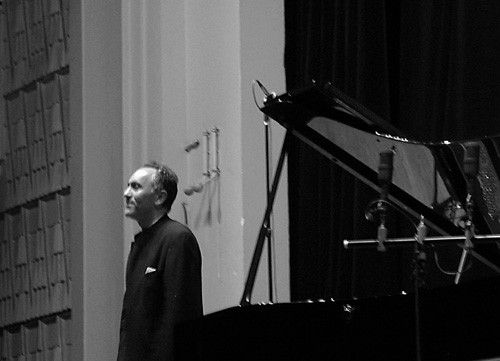
Abdel Rahman El Bacha

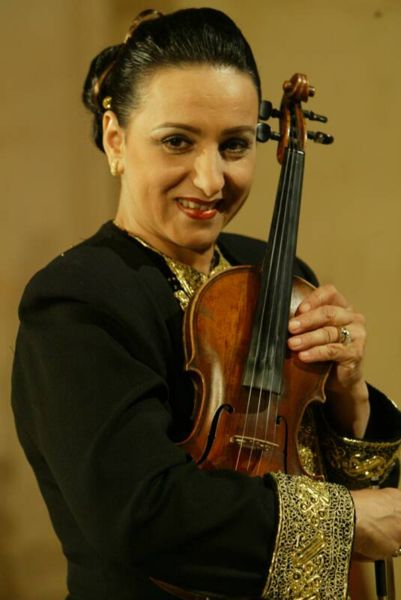
Amina Srarfi

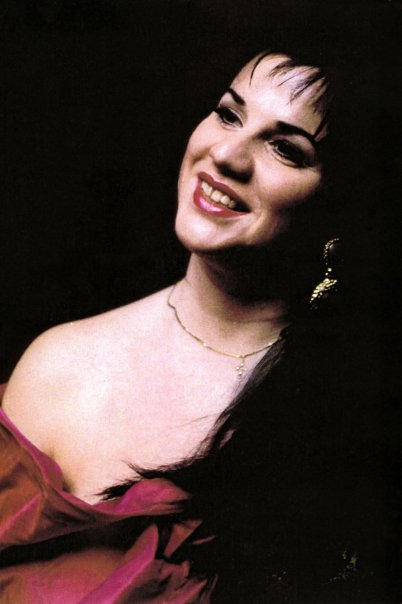
Maria Dragoni

- 16 janvier : Michel Bouvard, organiste français.
- 17 janvier :
  - Agnès Mellon, soprano française.
  - Masao Mukai, chef de chœur japonais.
  - Gérard Pesson, compositeur français.
- 26 janvier : Christophe Coin, violoncelliste, gambiste, chef d'orchestre français.
- 28 janvier : Alessandro Baricco, écrivain, musicologue et homme de théâtre italien.
- 31 janvier : Annick Massis, soprano française.
- 11 février : Laurent Riou, compositeur français.
- 14 février : Erik Berchot, pianiste français.
- 20 février : Christopher Howard Gibbs, musicologue et professeur de musique américain.
- 25 février :
  - Jean-Jacques Di Tucci, compositeur français.
  - Eva Johansson, soprano danoise.
- 26 février : Magali Imbert, musicienne, flûtiste à bec et interprète de musique baroque.
- 1er mars : 
  - Pierre Angot, compositeur français.
  - Chōsei Komatsu, chef d'orchestre japonais.
- 5 mars : Frédérick Martin, compositeur français († 18 avril 2016).
- 7 mars : Svend Hvidtfelt Nielsen, organiste et compositeur danois.
- 8 mars : 
  - Véronique Carrot, claveciniste et chef de chœur vaudoise.
  - Simon Halsey, chef de chœur britannique.
  - Skip Sempé, claveciniste, organiste, musicologue et chef d'orchestre américain.
- 14 mars : Sonia Racine, mezzo-soprano québécoise.
- 26 mars : Luc Beauséjour, claveciniste, organiste et chambriste québécois.
- 30 mars : Anselm Gerhard, musicologue allemand.
- 5 avril : 
  - Pieter Jan Leusink : chef d'orchestre néerlandais.
  - Christophe Looten, compositeur, théoricien et musicologue français.
- 10 avril : Yefim Bronfman, pianiste israélo-américain.
- 17 avril : Michael Bach, violoncelliste et compositeur allemand.
- 18 avril : Nicolas Rivenq, baryton français.
- 19 avril : Diego Fasolis, organiste, chef d'orchestre et chef de chœur suisse.
- 30 avril : Alexandre Emery, avocat suisse et directeur d'opéra.
- 5 mai : Jun'ichi Hirokami, chef d'orchestre japonais.
- 17 mai : Ivor Bolton, chef d'orchestre et claveciniste britannique.
- 19 mai : Asher Fisch, chef d'orchestre et pianiste israélien.
- 23 mai : Philippe Tamborini, pianiste et pédagogue français.
- 24 mai : Rodney Sharman, compositeur et flûtiste canadien.
- 3 juin : Jean-Marc Luisada, pianiste français.
- 6 juin : Wolfgang Mitterer, organiste et compositeur autrichien.
- 11 juin : Marco Gemmani, chef de chœur et compositeur italien, directeur de la Cappella Marciana de la basilique Saint-Marc à Venise.
- 17 juin : Derek Lee Ragin, contreténor américain.
- 21 juin : Jennifer Larmore, mezzo-soprano américaine.
- 27 juin : Magnus Lindberg, compositeur finlandais.
- 30 juin : Esa-Pekka Salonen, chef d'orchestre finlandais.
- 2 juillet : Dang Thai Son, pianiste d'origine vietnamienne.
- 5 juillet : Paul Daniel, chef d'orchestre britannique.
- 7 juillet : Michala Petri, virtuose danoise de la flûte à bec.
- 14 juillet : Reinhold Friedrich, trompettiste allemand.
- 18 juillet : 
  - Michael Lorenz, musicologue autrichien.
  - Bent Sørensen, compositeur danois.
- 19 juillet : 
  - Hans-Ola Ericsson, organiste et compositeur suédois.
  - David Robertson, chef d'orchestre américain.
- 26 juillet : Angela Hewitt, pianiste canadienne.
- 29 juillet : Ivane Bellocq, compositrice et flûtiste français.
- 31 juillet : Suzanne Giraud, compositrice française de musique contemporaine.
- 8 août : Mauro Maur, trompettiste classique et compositeur italien.
- 13 août : Kathleen Cassello, soprano américaine († 12 avril 2017).
- 21 août : Thomas Duis, pianiste et professeur allemand.
- 23 août : Luca Pianca, luthiste classique suisse.
- 30 août : Jean-Paul Fouchécourt, ténor français.
- 6 septembre : Reinhard Seehafer, compositeur, chef d'orchestre et pianiste allemand.
- 17 septembre : Manfred Honeck, chef d'orchestre autrichien.
- 22 septembre : Andrea Bocelli, ténor italien.
- 28 septembre : Hans Aerts, compositeur et professeur de clarinette belge.
- 8 octobre : Michael Jarrell, compositeur suisse.
- 17 octobre : Martin Matalon, compositeur argentin.
- 20 octobre : Ivo Pogorelić, pianiste croate.
- 23 octobre : Abdel Rahman El Bacha, pianiste français d'origine libanaise.
- 9 novembre : Michael Boder, chef d'orchestre allemand († 7 avril 2024).
- 22 novembre : Giulio Castagnoli, compositeur italien.
- 25 novembre : Petri Sakari, chef d'orchestre et violoniste finlandais.
- 18 décembre : Julia Wolfe, compositrice américain.
- 19 décembre : Steven Isserlis, violoncelliste britannique.
- 29 novembre : Uwe Grodd, chef d'orchestre et flûtiste allemand.
- 20 décembre : Francine Trachier, violoniste française.
- 21 décembre : Tom Randle, ténor américain.
- 22 décembre : Maria Dragoni, soprano italienne.
- 30 décembre : Tina Kiberg, chanteuse d'opéra soprano danoise.

### Date indéterminée
- Bernard d'Ascoli, pianiste français.
- Luc Baiwir, compositeur belge.
- Thierry Caens, trompettiste classique.
- Marc David, chef d'orchestre québécois.
- Gilles Grand, compositeur français de musique électroacoustique.
- Richard Gwilt, violoniste baroqueux, compositeur, éditeur de musique britannique.
- Timothy Jackson, musicologue américain.
- Georges Kan, musicologue et éditeur français.
- Jean-Dominique Krynen, compositeur, musicologue et pédagogue.
- Brigitte Lesne, mezzo-soprano et harpiste française.
- Jean-Daniel Lugrin, compositeur suisse.
- Michel Lysight, compositeur belgo-canadien.
- Chrystel Marchand, compositrice et pédagogue française.
- Ugo Orlandi, musicologue, professeur des universités et virtuose italien de la mandoline.
- Jia Peng Fang, compositeur chinois.
- Guy Penson, claveciniste, organiste, pianiste et pianofortiste belge.
- Philippe Pierlot, violiste et chef d'orchestre belge.
- Johannes Prinz, chef de chœur et chef d'orchestre autrichien.
- Bruno Rossignol, compositeur, chef de chœur et d’orchestre, pianiste et pédagogue.
- Lionel Sainsbury, compositeur et pianiste anglais.
- Amina Srarfi, chef d'orchestre tunisienne.
- David Walter, hautboïste, compositeur, chef d'orchestre, chambriste et pédagogue français.

## Décès

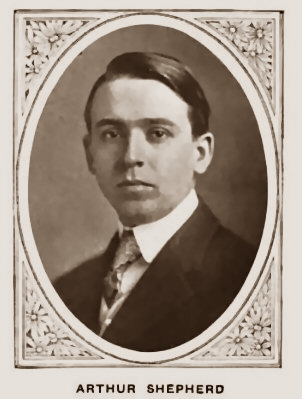
Arthur Shepherd

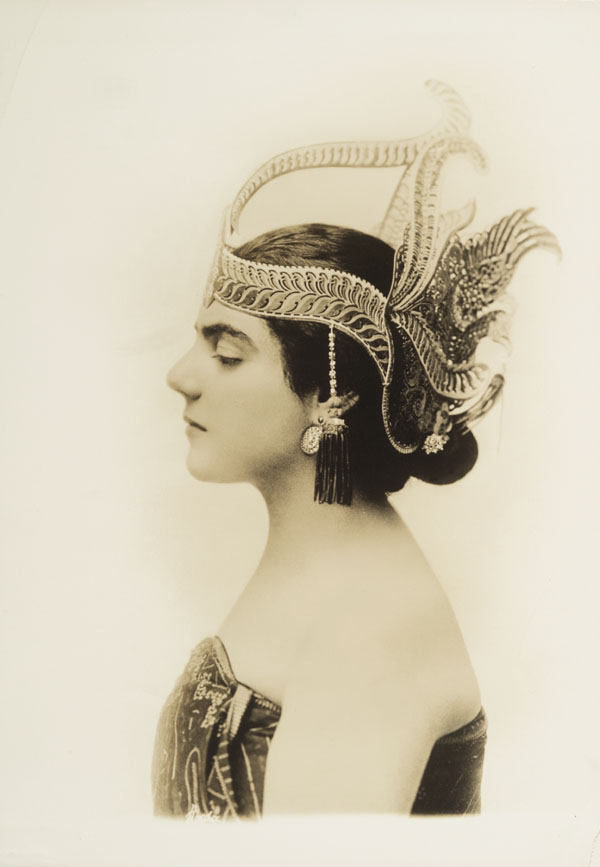
Éva Gauthier

- 9 janvier : Martti Similä, chef d'orchestre, pianiste, compositeur finlandais (° 9 avril 1898).
- 11 janvier : Alec Rowley, compositeur anglais (° 13 mars 1892).
- 12 janvier : Arthur Shepherd, compositeur et chef d'orchestre américain (° 19 février 1880).
- 21 janvier : Ataúlfo Argenta, pianiste et chef d'orchestre espagnol (° 19 novembre 1913).
- 13 février : Aymé Kunc, compositeur français (° 20 janvier 1877).
- 18 février : Jaroslav Kvapil, compositeur, professeur, chef d'orchestre et pianiste tchèque (° 21 avril 1892).
- 20 février : Isidor Philipp, pianiste, pédagogue et compositeur français d'origine hongroise (° 2 septembre 1863).
- 26 février : Jeanne Hatto, chanteuse d'opéra mezzo-soprano (° 29 janvier 1879).
- 4 mars : Auguste Descarries, organiste, pianiste, compositeur et professeur canadien (° 26 novembre 1896).
- 15 mars : Maria Müller, soprano tchéco-autrichienne (° 29 janvier 1898).
- 16 mars : Nannie Louise Wright, compositrice, pianiste et pédagogue américaine († 30 juin 1879).
- 1er avril : Břetislav Bakala, chef d'orchestre, pianiste et compositeur tchèque (° 12 février 1897).
- 4 avril : María Luisa Sepúlveda, compositrice et professeur de musique chilienne (° 14 août 1898).
- 13 avril : Max Seiffert, musicologue allemand, éditeur de musique ancienne (° 9 février 1868).
- 21 avril : 
  - Manuel Infante, compositeur espagnol (° 29 juillet 1883).
  - Giulio Neri, basse italienne (° 21 mai 1909).
- 28 mai : Mikuláš Schneider-Trnavský, compositeur, chef d'orchestre et pédagogue slovaque (° 24 mai 1881).
- 1er juin : Henri Pensis, chef d'orchestre luxembourgeois, compositeur et violoniste (° 3 novembre 1900).
- 3 juin : Maude Nugent, chanteuse et compositrice américaine (° 12 janvier 1873 ou 1874).
- 6 juin : Lily Strickland, compositrice, écrivain et peintre américaine (° 28 juin 1884).
- 16 juin : José Pablo Moncayo, pianiste et compositeur mexicain (° 29 juin 1912).
- 21 juin : Eduard Erdmann, pianiste et compositeur germano-balte (° 5 mars 1896).
- 23 juin : Armas Järnefelt, compositeur et chef d'orchestre finlandais, naturalisé suédois (° 14 août 1869).
- 31 juillet : Eugène Goossens, violoniste et chef d'orchestre britannique d'origine française (° 28 janvier 1867).
- 2 août : Karl Maendler, facteur d'instruments de musique allemand (° 22 mars 1872).
- 5 août : Joseph Holbrooke, compositeur, chef d'orchestre et pianiste britannique (° 5 juillet 1878).
- 17 août : Florent Schmitt, compositeur français (° 28 septembre 1870).
- 26 août : Ralph Vaughan Williams, compositeur britannique (° 12 octobre 1872).
- 5 septembre : Jeanne Darlays, cantatrice française (° 2 mai 1874).
- 11 septembre : Robert Lach, poète, compositeur et musicologue autrichien (° 29 janvier 1874).
- 29 septembre : Aarre Merikanto, compositeur et pédagogue finlandais (° 29 juin 1893).
- 9 octobre : Rudolf Bockelmann, baryton "Kammersänger" allemand (° 2 avril 1892).
- 6 novembre : Francis George Scott, compositeur écossais (° 25 janvier 1880).
- 7 novembre : Marcel Orban, compositeur et critique belge (° 3 novembre 1884).
- 17 novembre : Marcelle Meyer, pianiste française (° 22 mai 1897).
- 22 novembre : W. Franke Harling, compositeur, organiste, pianiste et chef d'orchestre américain (° 18 janvier 1887).
- 27 novembre : Artur Rodziński, chef d'orchestre polonais (° 1er janvier 1892).
- 11 décembre : Paul Bazelaire, violoncelliste français (° 4 mars 1886).
- 20 décembre : Éva Gauthier, cantatrice canadienne mezzo-soprano et professeur de chant (° 20 septembre 1885).
- 24 décembre : Nicholas Brodszky, compositeur russe (° 20 avril 1905).
- 27 décembre : Édouard Flament, compositeur, bassoniste, pianiste et chef d'orchestre français († 27 août 1880).

### Date indéterminée
- Italo Brancucci, compositeur italien et professeur de chant (° 1904).